# Honda RA107
Honda RA107  je vůz formule 1 týmu Honda Racing F1 Team, který se účastnil mistrovství světa formule 1 v roce 2007.

## Popis
Výkonnost týmu v předsezónních testech byla různorodá a Jenson Button naléhal, aby se vozy rapidně zlepšily. Bohužel na začátku sezony se ukázalo, že nový vůz je prakticky nekonkurenceschopný. Dokázal jej porážet i vůz jejich sesterského týmu Super Aguri, který je v podstatě jen vylepšenou verzí loňského modelu Hondy RA106. Zlepšení se dostavilo až v průběhu sezony, kdy Button dokázal ve Francii a Itálii získat první dva body.

## Barevné řešení vozu
26. ledna byl představen nový barevný design Hondy, zobrazující planetu Zemi na černém pozadí vesmíru. Na zadním křídle je napsána adresa webu týkajícího se uvědomění si problémů životního prostředí, My Earth Dream.com. Tato stránka byla zprovozněna bezprostředně po představení nového vozu. Reakce na novou image Hondy ve formuli 1 byly různé, např. hnutí Greenpeace zdůraznilo jak si Honda protiřečí a ukázalo jak ve skutečnosti formule znečišťuje okolní prostředí.

## Technická data
- Délka: 4700 mm
- Šířka: 1800 mm
- Výška: 950 mm
- Váha: 605 Kg (včetně pilota, vody a oleje)
- Rozchod kol vpředu: 1460 mm
- Rozchod kol vzadu: 1425 mm
- Rozvor: 3150 mm
- Převodovka: Honda 7stupňová poloautomatická sekvenční s elektronickou kontrolou.
- Brzdy: Alcon
- Motor: RA807E
  - V8 90°
  - Objem: 2.400 cm³
  - Výkon: 700cv/19000 otáček
  - Ventily: 32
  - Mazivo: Elf
  - Palivo: Elf
- Pneumatiky: Bridgestone

## Honda RA107B
Podle plánu měla být nová specifikace současného modelu RA107 představena zhruba v polovině sezony. Nakonec bude nový vůz, na jehož základech Honda plánuje postavit model pro příští sezonu, mít premiéru zřejmě při japonské Grand Prix na okruhu Fudži.
Největší změnou bude zcela přepracované aerodynamické řešení přední části vozu, včetně předního přítlačného křídla; přídavná křidélka na bočnicích vozu, jejichž úkolem bude vytvořit více mechanického přítlaku a lépe odvádět vzduch proudící kolem vozu na zadní část vozu.

## Hlavní sponzoři
Universal Music, Gatorade, Fila, IBM

## Kompletní výsledky ve formuli 1
| Legenda k tabulce | Legenda k tabulce                                                                       |
| Barva             | Výsledek                                                                                |
| ----------------- | --------------------------------------------------------------------------------------- |
| Zlatá             | Vítěz                                                                                   |
| Stříbrná          | 2. místo                                                                                |
| Bronzová          | 3. místo                                                                                |
| Zelená            | Bodované umístění                                                                       |
| Modrá             | Nebodované umístění                                                                     |
| Modrá             | Dokončil neklasifikován (NC)                                                            |
| Fialová           | Odstoupil (Ret)                                                                         |
| Červená           | Nekvalifikoval se (DNQ)                                                                 |
| Červená           | Nepředkvalifikoval se (DNPQ)                                                            |
| Černá             | Diskvalifikován (DSQ)                                                                   |
| Bílá              | Nestartoval (DNS)                                                                       |
| Bílá              | Závod zrušen (C)                                                                        |
| Světle modrá      | Pouze trénoval (PO)                                                                     |
| Světle modrá      | Páteční testovací jezdec (TD)                                                           |
| Bez barvy         | Netrénoval (DNP)                                                                        |
| Bez barvy         | Vyřazen (EX)                                                                            |
| Bez barvy         | Nepřijel (DNA)                                                                          |
| Bez barvy         | Odvolal účast (WD)                                                                      |
| Bez barvy         | Nezúčastnil se (prázdné)                                                                |
| Označení          | Význam                                                                                  |
| Tučnost           | Pole position                                                                           |
| Kurzíva           | Nejrychlejší kolo                                                                       |
| †                 | Jezdec nedojel do cíle, ale byl klasifikován, protože odjel více než 90 % délky závodu. |
| ‡                 | Byl udělován poloviční počet bodů, protože bylo odjeto méně než 75 % délky závodu.      |
| Horní index       | Umístění bodujících jezdců ve sprintu                                                   |

| Rok  | Šasi        | Motor              | Pneu | Jezdci             | 1   | 2   | 3   | 4   | 5   | 6   | 7   | 8   | 9   | 10  | 11  | 12  | 13  | 14  | 15  | 16  | 17  | Body | Umístění |   |   |
| ---- | ----------- | ------------------ | ---- | ------------------ | --- | --- | --- | --- | --- | --- | --- | --- | --- | --- | --- | --- | --- | --- | --- | --- | --- | ---- | -------- | - | - |
| 2007 | Honda RA107 | Honda RA807 2.4 V8 | B    |                    | AUS | MAL | BHR | ŠPA | MON | KAN | USA | FRA | GBR | EUR | MAĎ | TUR | ITA | BEL | JPN | ČÍN | BRA | 6    | 8.       |   |   |
| 2007 | Honda RA107 | Honda RA807 2.4 V8 | B    | Jenson Button      | 15  | 12  | Ret | 12  | 11  | Ret | 12  | 8   | 10  | Ret | Ret | 13  | 8   | Ret | 11  | 5   |     | 6    | 8.       |   |   |
| 2007 | Honda RA107 | Honda RA807 2.4 V8 | B    | Rubens Barrichello | 11  | 11  | 13  | 10  | 10  | 12  | Ret | 11  | 9   | 11  | 18  | 17  | 10  | 13  | 10  | 15  |     | 6    | 8.       |   |   |
| 2007 | Honda RA107 | Honda RA807 2.4 V8 | B    | Christian Klien    |     |     |     |     |     |     |     |     | TD  |     |     |     |     |     |     |     |     |      |          | – | – |

*Sezona v průběhu.

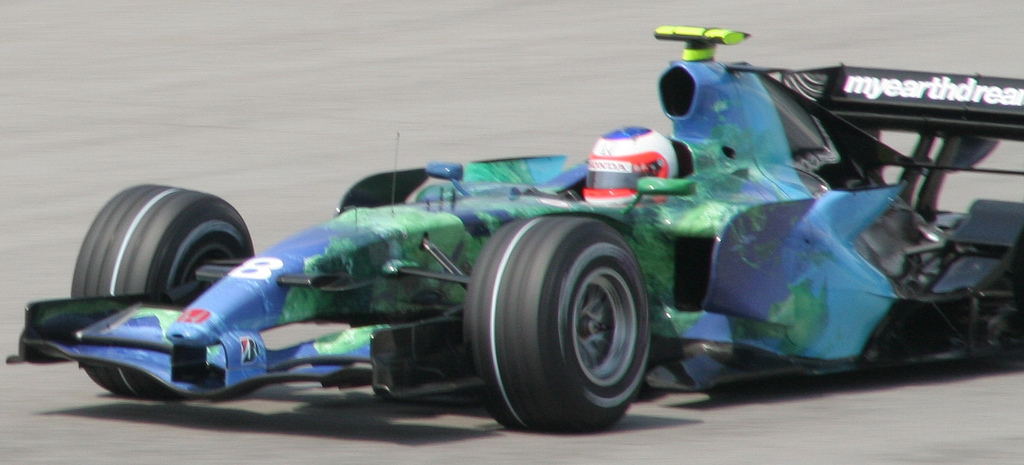
Rubens Barrichello při Grand Prix Malajsie 2007.
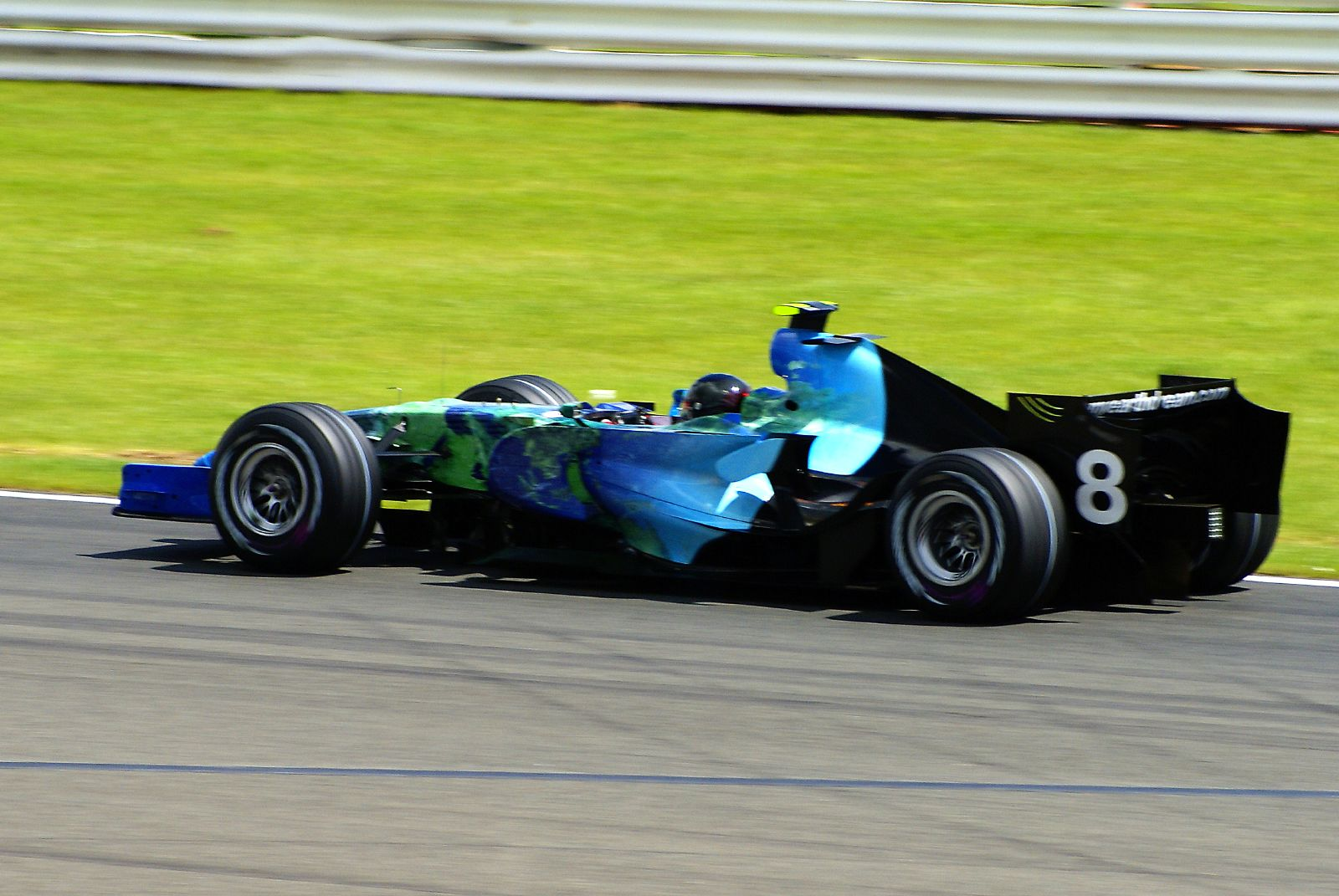
A ještě jednou vůz Rubense Barrichella, tentokrát v Britské Grand Prix.